# Страти Илиев
Страти Илиев е бивш български футболист, полузащитник. Най-известен като футболист на ФК Несебър. Илиев е и най-дълго игралият българин в шампионата на Финландия.

## Кариера
Започва кариерата си в Несебър през 1994 г. По това време отборът играе във В група под името „Слънчев бряг“. Илиев играе 5 сезона за тима и се превръща в един от ключовите му играчи. През 1999 г. преминава в Тампере Юнайтед, състезаващ се по това време във Втора дивизия на Финландия. Халфът отбелязва 7 гола само за 9 мача и помага на тима да спечели промоция във Вейкауслигата. След силен полусезон, Илиев преминава в тима на Йокерит. Там обаче не успява да се наложи и скоро подписва с Джаз. С отбора на Джаз играе в Интертото, което е и последното евроучастие на тима дотогава. С гол на Страти Джаз отстранява Глория Бистрица, но отпада в следващия кръг от тима на Пари Сен Жермен.
През 2002 г. се завръща в Несебър. Помага на тима за два сезона да се изкачи до А група и е водещ играч на „делфините“ в единствения им сезон в елита (2004/05). След като Несебър изпада, Илиев кара проби в Испания, но до трансфер не се стига. Полузащитникът играе в тима до 2007 г., когато преминава в Локомотив (Стара Загора).
През 2008 г. подсилва новака в А група Локомотив (Мездра) и е капитан на тима. Изиграва 49 мача и вкарва 5 попадения. След това играе за кратко в Равда и Ботев (Козлодуй). Завършва кариерата си в малтийския Гаргур.